# Bump
Der Bump ist ein Musikstil und Modetanz aus den 1970er Jahren, bei dem sich die Tanzpartner im Rhythmus mit dem Gesäß, bzw. der Hüfte anstoßen, sich aber sonst nicht berühren.

## Veröffentlichungen (Auswahl)
Die Funk-Band The Commodores veröffentlichte bereits 1974 einen Song mit dem Titel The Bump auf ihrem Debütalbum Machine Gun. Derselbe Titel findet sich in einer gekürzten Version auch auf ihrem zweiten Album Caught in the Act von 1975. Weitere Beispiele für Musik mit dem Thema „Bump“ sind The Bump von Kenny, Lady Bump von Penny McLean sowie Bump Me Baby von Dooley Silverspoon. Alle drei Titel waren 1975 europaweit in den Charts.
Die Musiker Christopher Laird und Sonny Silver bildeten im selben Jahr die Gruppe The Bumpers und veröffentlichten die Single Dance The Bump.
Ebenfalls 1975 nahm die Gruppe Black Buster die Single Bump The Bump im Disco-Funk-Stil auf.
Unter gleichem Titel veröffentlichte Rainer Maria Ehrhardt mit der Gruppe Funky Family ebenfalls 1975 eine Single.
1977 hatte der Soulsänger Joe Tex einen großen Erfolg mit einem Song, der auf den Bump abzielte: Ain't Gonna Bump No More (With No Big Fat Woman) erreichte Platz 2 in den britischen und Platz 12 in den US-amerikanischen Charts. Der Titel wurde in den USA mit Gold ausgezeichnet. Es war der letzte große Erfolg seiner Karriere.